# Винкель (Айфель)
Винкель (нем. Winkel) — община в Германии, в земле Рейнланд-Пфальц.
Входит в состав района Вульканайфель. Подчиняется управлению Даун. Население составляет 133 человека (на 31 декабря 2010 года). Занимает площадь 6,69 км².